# Вернер фон Браун
Вернер фон Браун (на немски: Wernher von Braun) (1912 – 1977) е германски, по-късно американски учен, един от родоначалниците на ракетостроенето.

## Биография
Завършва висшето си образование във Висшето техническо училище в Берлин през 1932 година. От 1937 до 1945 е директор на Германския център за ракетни изследвания в Пенемюнде на брега на Балтийско море. Създател на ракетите от серията Фау-2 (V2) – ракета с далечен обсег на действие, използваща течно гориво. За превръщането на тази ракета в серийно произвеждано оръжие заслуга има и германският му колега инженер Конрад Вандемберг. Вече във времето, когато значителна част от германската индустрия е унищожена от бомбардировките, Конрад Вандемберг създава и организира ракетното производство на конвейер в подземен завод, недостижим за ударите на англо-американската авиация. Освен това Вернер фон Браун е бивш член на СС и лично е познавал Адолф Хитлер, факт който е пренебрегнат от американските политици по-късно. Архивите с тези данни са строго секретни дори и до днес.
След края на войната работи в САЩ като технически съветник към ракетната програма на САЩ. През 1950 г. е прехвърлен в Хънтсвил Алабама, където 10 години оглавява Редстоунската ракетна програма. Фон Браун е натурализиран като американски гражданин през 1955 г. През 1960 година става директор по разработката на операциите в центъра на НАСА – „Д. Маршал“ в Хънтсвил, Алабама.
Той отговаря за разработката на Сатурн V – ракетата, използвана в програмата Аполо за пилотиран полет до Луната. Много учени в НАСА признават, че той е истинският създател на Американската космическа програма.
Почетен доктор на 25 академични институции.

## За него
- Biddle, Wayne (2009). Dark Side of the Moon: Wernher von Braun, the Third Reich, and the Space Race. W. W. Norton. ISBN 978-0-393-05910-6
- Bilstein, Roger (2003). Stages to Saturn: A Technological History of the Apollo/Saturn Launch Vehicles. University Press of Florida. ISBN 978-0-8130-2691-6
- Dunar, Andrew J; Waring, Stephen P (1999). Power to Explore: a History of Marshall Space Flight Center, 1960 – 1990. Washington, DC: United States Government Printing Office. ISBN 0-16-058992-4
- Freeman, Marsha (1993). How we got to the Moon: The Story of the German Space Pioneers (Paperback). 21st Century Science Associates (October 1993). ISBN 0-9628134-1-9
- Lasby, Clarence G (1971). Project Paperclip: German Scientists and the Cold War. New York, NY: Atheneum. ASIN B0006CKBHY
- Neufeld, Michael J (1994). The Rocket and the Reich: Peenemünde and the Coming of the Ballistic Missile Era. New York: Free Press. ISBN 0-02-922895-6
- Neufeld, Michael J (2007). Von Braun: Dreamer of Space, Engineer of War. New York: Alfred A. Knopf. ISBN 978-0-307-26292-9.
- Ordway, Frederick I., III (2003). „The Rocket Team: Apogee Books Space Series 36 (Apogee Books Space Series) (Hardcover)“. Collector's Guide Publishing Inc.; Har/DVD edition (September 1, 2003). ISBN 1-894959-00-0
- Petersen, Michael B. (2009). Missiles for the Fatherland: Peenemuende, National Socialism and the V-2 missile. Cambridge Centennial of Flight. New York: Cambridge University Press. ISBN 978-0-521-88270-5. OCLC 644940362
- Stuhlinger, Ernst (1996). „Wernher von Braun: Crusader for Space“. Malabar, FL: Krieger Publishing Company. ISBN 0-89464-980-9
- Tompkins, Phillip K. (1993). Organizational Communication Imperatives: Lessons of the Space Program. Oxford University Press. ISBN 978-0-19-532966-7
- Ward, Bob (2005). Dr. Space: The Life of Wernher von Braun. Annapolis, MD, United States: Naval Institute Press. ISBN 978-1-59114-927-9
- Willhite, Irene E. (2007). The Voice of Dr. Wernher von Braun: An Anthology (Apogee Books Space Series). Collector's Guide Publishing, Inc. ISBN 978-1-894959-64-3